# Marc Rölli
Marc Rölli (geboren 1969) ist Professor für Philosophie und seit 2020 Prorektor für Hochschulentwicklung und Forschung an der Hochschule für Grafik und Buchkunst (HGB) in Leipzig.

## Leben
Rölli studierte an den Universitäten Marburg, FU Berlin, Bochum (Dr. phil. 2002), war wissenschaftlicher Mitarbeiter am Philosophischen Institut der TU Darmstadt (Habilitation 2008). Er hatte eine Vertretungsprofessur, war Fellow am IKKM der Bauhaus-Universität Weimar und war von 2011 bis 2015 Full Professor für Philosophie an der Fatih University in Istanbul und von 2013 bis 2015 Leiter des Forschungsschwerpunkts Theorie und Methoden an der Zürcher Hochschule der Künste (ZHdK).
Seit 2015 ist Rölli Professor für Philosophie an der HGB Leipzig.
Seine Arbeitsfelder liegen in der Geschichte des anthropologischen Wissens (18.–21. Jh.), in der philosophischen Macht- und Demokratietheorie, in aktueller Design- und Kunsttheorie sowie in Phänomenologie, Pragmatismus und Strukturalismus. Seine Forschung konzentriert sich derzeit auf Theorien der Dekolonisierung des Denkens in Verbindung mit kritischer Philosophie und ethnografischer Methodenreflexion und allgemeiner auf Problemstellungen der politischen Ästhetik und Epistemologie. Er ist Mitherausgeber des Journals Phänomenologie und von Deleuze Online sowie Gutachter und Beiratsmitglied philosophischer und kulturwissenschaftlicher Fachzeitschriften. Ein Schwerpunkt seiner Arbeiten ist die Auseinandersetzung mit Gilles Deleuze.

## Werke
- Gilles Deleuze. Philosophie des transzendentalen Empirismus. Wien 2003, ²2012
- Kritik der anthropologischen Vernunft, Berlin 2011
- mit Ralf Krause: Mikropolitik. Eine Einführung in die politische Philosophie von Gilles Deleuze und Félix Guattari, Wien 2010
- Macht der Wiederholung. Deleuze – Kant – Nietzsche, Wien 2018
- mit Roberto Nigro (Hrsg.): Vierzig Jahre »Überwachen und Strafen«, Zur Aktualität der Foucault'schen Machtanalyse, Bielefeld 2017
- Fabulieren: Zehn Essays und ein Exkurs zu Philosophie, Kunst und Kritik, Frankfurt am Main 2024